# Лесная (Забайкальский край)
Лесна́я — посёлок станции в Читинском районе Забайкальского края России. Входит в состав сельского поселения «Новокукинское». Основан в 1902 году.

## География
Посёлок станции находится в западной части района, на расстоянии примерно 39 км (по прямой) к юго-западу от города Чита, административного центра района и края. 
Климат
Климат характеризуется как резко континентальный с продолжительной холодной малоснежной зимой и коротким тёплым летом. Среднегодовая температура воздуха составляет −4,3 — −2,5 °С. Средняя многолетняя температура самого холодного месяца (января) составляет −28 — −20 °С, температура самого тёплого (июля) — 15 — 18 °С. Среднегодовое количество осадков — 300—400 мм.
Часовой пояс
Посёлок Лесная, как и весь Забайкальский край, находится в часовой зоне МСК+6. Смещение применяемого времени относительно UTC составляет +9:00.

## Население
| 2010 | 2021 |
| ---- | ---- |
| 759  | ↘698 |

### Национальный состав
Согласно результатам переписи 2002 года, в национальной структуре населения русские составляли 97 % из 813 чел.  

## Инфраструктура
В населённом пункте действуют школа, детский сад, клуб и фельдшерско-акушерский пункт.